# Стреласти крст
Стреласти крст (мађ. A nyilaskereszt) је крст чији се кракови завршавају са врховима стрела у традиционалној терминологији хералдике назива се “барби крст”. У хришћанској употреби, крајеви овог крста подсећају на бодље рибљих удица, или на рибља копља. Ово алудира на Христов симбол Ихтиса и сугерише на тему “рибара људи” у Јеванђељу.
У модерној употреби, симбол је постао повезан са екстремистичким организацијама након што је симбол коришћен у Краљевини Мађарској 1930-их и 1940-их година прошлог века као симбол крајње десничарске мађарске нацистичке Партије стреластог крста, коју је предводио Ференц Салаши као и паравојних формација његове политичке партије. Овај симбол се састоји од две зелене двокраке стрелице у укрштеној конфигурацији на белој кружној позадини. Овакав симбол крста са стрелом забрањен је у Мађарској, Србији и у многим другим државама.
Сличан симбол користи “Националистички покрет”, група која заступа белачки расизам из Сједињених Америчких Држава.
Стреласти крст је раније користила Франко-фалангистичка “Венецуеланска фаланга”, група крајње десничарске оријентације из Венецеуле.